# Sven op 1
1 op 1, vanaf december 2021 Sven op 1, is een Nederlands radioprogramma. Het wordt uitgezonden op maandag tot en met vrijdag aan het eind van de ochtend. De vaste presentator is Sven Kockelmann.  
Qua naam is het een voortzetting van het tv-programma Eén op één, dat Kockelmann eerder afgewisseld met Eva Jinek presenteerde op NPO 2.
In het programma spreekt de presentator een half uur lang met een gast uit het nieuws. Van januari 2018 tot juli 2020 had zanger Dries Roelvink aan het eind van het programma een vaste rubriek als radiocolumnist.
1 op 1 werd van januari 2018 tot en met november 2021 door de KRO-NCRV uitgezonden op NPO Radio 1. Op 30 november 2021 was de laatste uitzending op Radio 1. Kockelmann maakte op WNL een doorstart met het programma, onder de nieuwe naam Sven op 1.